# Белячий
Белячий — посёлок в Красноярском районе Астраханской области, входит в состав Сеитовского сельсовета. Место компактного расселения ногайцев. Население 378 человек (2010).

## История
В 1990 году, в связи с негативным воздействием на окружающую среду деятельности Астраханского газового комплекса постановлением Совета Министров РСФСР от 17.08.1990 № 309 Белячий включен в перечень населенных пунктов, расположенных в 8-километровой санитарно-защитной зоне Астраханского газового комплекса, на территории которых установлен коэффициент за работу в пустынной и безводной местности в размере 1,35 к заработной плате рабочих и служащих.

## География
Посёлок расположен в дельте реки Волги, в Волго-Ахтубинской пойме.
Уличная сеть
Состоит из 11 географических объектов: ул. Дружбы, ул. Комсомольская, ул. Мира, ул. Молодежная, ул. Мостостроительная, ул. Набережная, ул. Новая, ул. Озерная, ул. Речная, ул. Саратовская, ул. Солнечная.
Климат
Резко континентальный, крайне засушливый (согласно классификации климатов Кёппена-Гейгера — BSk).
Часовой пояс
Белячий, как и вся Астраханская область, находится в часовой зоне МСК+1. Смещение применяемого времени относительно UTC составляет +4:00.

## Население
| 2002 | 2010 |
| ---- | ---- |
| 782  | ↘378 |

Национальный и гендерный состав
По данным Всероссийской переписи, в 2010 году численность населения посёлка составляла 378 человек (181 мужчин и 197 женщин, 47,9 и 52,1 %% соответственно)
Согласно результатам переписи 2002 года, в национальной структуре населения посёлка русские составляли 42 % от общей численности населения в 785 жителя. Согласно данным переписи 2002 года ногайцев в пос. Белячий 0,06 тыс. (7 % от общей численности населения).

## Инфраструктура
Связь
Отделение почты (ул. Строителей, 2)
Пристань (порт) «Бузанская нефтебаза»
ОАО «Газпромрегионгаз», ООО «Газпром добыча»

## Транспорт
Водный транспорт.